# Кіровська сільська рада (Смоленський район)
Кі́ровська сільська рада (рос. Кировский сельский совет) — сільське поселення у складі Смоленського району Алтайського краю Росії.
Адміністративний центр — селище Кіровський.

## Населення
Населення — 1579 осіб (2019; 1818 в 2010, 2125 у 2002).

## Склад
До складу сільської ради входять:
| Населений пункт     | Населення, осіб (2002) | Населення, осіб (2010) |
| ------------------- | ---------------------- | ---------------------- |
| Александровка, село | 331                    | 269                    |
| Кіровський, селище  | 1272                   | 1153                   |
| Михайловка, село    | 28                     | 4                      |
| Річний, селище      | 157                    | 134                    |
| Роздольний, селище  | 139                    | 134                    |
| Степне, село        | 198                    | 127                    |